# Мови Молдови
Офіційною державною мовою Республіки Молдова — є румунська мова, яка є рідною мовою для 82,2 % населення; нею як основною мовою, розмовляють також інші етнічні меншини. Гагаузька, російська та українська мови мають статус офіційних регіональних у Гагаузії та/або Придністров'ї.

## Державна мова
У законі про державну мову колишньої Молдавської Радянської Соціалістичної Республіки від 1989 року було проголошено, що молдовська мова, написана латинським шрифтом, є єдиною державною мовою, передбачаючи, що вона буде основним засобом спілкування між усіма громадянами республіки. Закон говорить про спільну молдовсько-румунську мовну ідентичність. До 1989 року Молдова використовувала кирилицю для написання мови, яка на той час нічим не відрізнялася від стандартної румунської; в частині Молдови, сепаратистській Придністровській Молдовській Республіці, старе письмо досі використовується в школах і на вуличних знаках. Навіть після переходу на латинський алфавіт, деякі молдовські проросійські чиновники продовжують наполягати на тому, що назва «державна мова» позначає якусь інакшу від румунської мову.
У Декларації незалежності Молдови 1991 року офіційною мовою є саме румунська мова.
9 вересня 1994 року Академія наук Молдови підтвердила аргументовану наукову думку філологів республіки та зарубіжжя (затверджену рішенням Президії Академії наук Молдови від 9.09.94 р.), згідно з якою правильна назва Державною мовою (офіційною) Республіки Молдова є румунська.
У Конституції Молдови у 1994—2023 роках було сказано, що «національна мова Республіки Молдова — молдовська, а її письмо засноване на латинському алфавіті».
У грудні 2013 року Конституційний суд Молдови постановив, що Декларація незалежності має перевагу над Конституцією, а державна мова має називатися «румунською».
Більшість лінгвістів вважають літературну румунську та молдовську мови тотожними, а глотонім «молдовський» використовується в певних політичних контекстах. У 2003 році комуністичний уряд Молдови прийняв політичну резолюцію «Національна політична концепція», в якій вказувалося, що одним із пріоритетів є збереження молдовської мови. Це було продовженням радянських політичних акцентів.
Після Декларації незалежності в 1991 році школи називають цю мову «румунською», коли її викладають або посилаються на неї.
За переписом 2004 р. 2 564 542 особи (75,8 % населення країни) заявили, що рідною мовою є «молдовська» або «румунська»; 2 495 977 (73,8 %) розмовляють нею як першою мовою у щоденному вживанні. Окрім того, що мова є першою мовою для 94,5 % етнічних молдован і 97,6 % етнічних румунів, мова також є основною для 5,8 % етнічних росіян, 7,7 % етнічних українців, 2,3 % етнічних гагаузів, 8,7 % етнічних болгар та 14,4 % інших етнічних меншин.
Згідно з переписом 2014 року, за оцінками, 2 998 235 осіб (без Придністров'я), з яких 2 804 801 були фактично охоплені переписом. Серед них 2 068 068, або 73,7 % оголосили себе молдованами і 192 800, або 6,9 % румунами. Деякі організації, як-от Ліберальна партія Молдови, розкритикували результати перепису, стверджуючи, що румуни становлять 85 % населення, і що чиновники перепису тиснули на респондентів, щоб вони оголосили себе молдованами, а не румунами, і цілеспрямовано не охопили міських респондентів, які частіше декларують себе як румуни на відміну від сільських жителів.
5 квітня 2013 року було ухвалено закон, за яким рекламні тексти мають бути винятково румунською мовою, а регіонах, де інші мови мають офіційний статус, до тексту державною мовою має додаватись переклад відповідною мовою. За порушення цього закону фізичні та юридичні особи штрафуватимуться.
Згідно з переписом 2014 року, 2 720 377 відповіли на питання про «мову, яка зазвичай використовується для спілкування». 2 138 964 особи або 78,63 % жителів Молдови (власне) мають молдовську/румунську мову як першу, з яких 1 486 570 (53 %) оголосили її молдовською, а 652 394 (23,3 %) оголосили її румунською.
Однак у Кишиневі частка людей, які оголосили румунську мову, а не молдовську, більша — 43,3 % проти 33 %
Після вступу Ігоря Додона на посаду президента Молдови у 2016 році, крім того, що з резиденції глави держави прибрали прапор Європейського Союзу, було внесено зміни до сайту президента РМ, який ведеться трьома мовами. Версії англійською і російською мовами залишилися незмінними, натомість версія румунською мовою (RO) змінена на версію молдавською мовою (MD). Прессекретар Додона Іван Чебан заявив журналістам, що «президент поважає Конституцію Республіки Молдова і закликає всіх наслідувати цей приклад»:
|              | Згідно з Конституцією Молдови, “державною мовою в Молдові є молдавська мова на основі латинської графіки” (ст. 13). Водночас, згідно з рішенням Конституційного суду 2013 року, назву мови визнано як “румунська мова”. КС пояснив це тим, що в Декларації про незалежність Молдови, яка є складовою частиною Конституції, мова називається румунською. Молдавська мова на кирилиці була перекладена на латинську графіку 1989 року. Після проголошення незалежности Молдови вона стала викладатися в навчальних закладах як “румунська”. Прихильники різних назв мови визнають, що між молдавською і румунською не існує різниці. |
| — Іван Чебан | |

У жовтні 2017 року Конституційний суд країни схвалив проєкт поправки до Основного закону, згідно з якими назву державної мови має бути змінено з молдовської на румунську. Проросійський президент Молдови Ігор Додон тоді розкритикував це рішення, запропонувавши провести референдум щодо цього питання.
Після інавгурації президента Молдови Маї Санду в грудні 2020 року державну мову на офіційному сайті глави держави змінили з молдовської на румунську. Англійська та російська версії сайту не змінилися.
2 березня 2023 року парламент Молдови проголосував за заміну в законодавстві Молдови словосполучень «молдовська мова», «державна мова» та «офіційна мова» на словосполучення «румунська мова». Зміна була представлена не як конституційна, а лише технічна, оскільки вона мала б виконати рішення Конституційного суду Молдови від 2013 року. Ця зміна була підтримана правлячою Партією «Дія і Солідарність» та зустріла рішучу опозицію з боку Блоку комуністів і соціалістів Академія наук Молдови також підтримала це рішення..
16 березня 2023 року, парламент Молдови у другому читанні схвалив законопроєкт, запропонований фракцією партії Партією «Дія і Солідарність». Було наголошено, що зміна дозволить зробити законодавство відповідним до рішення Конституційного суду 2013 року, який ухвалив, що Декларація про незалежність Молдови переважає над текстом Конституції, у тому числі в частині найменування державної мови. Усі зміни необхідно буде внести до нормативних актів протягом 30 днів після набрання чинності законом. За законопроєкт проголосували 58 депутатів.

## Офіційні мови меншин
У Молдові на території АТУ з особливим статусом Придністров'я статус офіційних мають російська та українська мови, а на території АТУ Гагаузія подібний статус мають російська та гагаузька.

### Гагаузька мова
Гагаузька мова є офіційною мовою меншини в Гагаузії та має значне регіональне населення. 114 532 особи, або 4,1 % визначили гагаузьку мову як рідну, але лише 74 167 або 2,6 % говорять нею як рідною мовою.

### Російська мова
Російська мова є однією з мов меншин, визнаних у Молдові, і з радянських часів залишається широко вживаною на багатьох рівнях суспільства та держави. У програмному документі, прийнятому в 2003 році парламентом Молдови, зазначено, що «для Молдови характерним є молдовсько-російська двомовність». Під час акції протесту під час візиту до Молдови президента Румунії Траяна Бесеску 17 липня 2013 року у м. Белць місцевий осередок Ліги російської молоді використав російськомовні «інформативні плакати», через що пізніше керівник був оштрафований судом.
У червні 2018 року Конституційним судом Молдови визнано застарілим закон Про функціонування мов на території Молдавської РСР. Таким чином російську було позбавлено статусу «мови міжнаціонального спілкування». 21 січня 2021 року Конституційний суд визнав неконституційним прийнятий парламентом закон, який зробив би російську «мовою спілкування між етнічними спільнотами».
Російська мова отримала офіційний статус в Гагаузії, регіоні на півдні країни, населеному переважно етнічними гагаузами, і в відколотому регіоні Придністров'я на сході країни.
263 523 особи, або 9,4 % населення, оголосили російську мову рідною, а близько 394 133 особи, або 14,1 % населення, визначили російську як мову щоденного вжитку. Це перша мова для 93,2 % етнічних росіян і основна для 4,9 % молдован, 50,0 % українців, 27,4 % гагаузів, 35,4 % болгар і 54,1 % інших етнічних меншин.

### Українська мова
Українська мова має офіційний статус у населених пунктах із значним українським населенням, а також у відокремленому регіоні Придністров'я. У переважній частині країни її рідною оголосили 186 394 особи, і (з них) як рідною нею володіють 107 252 або 3,8 %.

## Іноземні мови
Хоча з 1990-х років більшість молдован вивчають англійську як першу іноземну мову в школах, мало хто володіє нею на достатньо просунутому рівні, щоб мати можливість вільно спілкуватися та розуміти її. Іноді спочатку вивчають французьку, італійську чи іспанську. Цими мовами часто користуються молдовські емігранти та робочі мігранти в інших країнах, зокрема у Франції, Італії, Ірландії, Іспанії та Сполученому Королівстві. Зазвичай мігранти вивчають нові мови після прибуття в нову країну. Експатріанти та робочі мігранти в Португалії, Греції, Туреччині, Кіпрі та Німеччині вивчили відповідні мови цих країн. У Молдові живуть португальська, грецька, турецька та німецька мови.
Молдовани старшого та середнього поколінь, як правило, розмовляють румунською та російською мовами через тривалий вплив і торгівлю з Радянським Союзом. Багато молдовських експатріантів і трудових мігрантів живуть і працюють в РФ. Проте багато представників молодого покоління в Молдові, можливо, недостатньо добре знають цю мову, щоб мати можливість спілкуватися письмово або вести витончену розмову. У школі діти вивчають російську мову одну годину на тиждень. Існує більше телеканалів, доступних для перегляду російською мовою, ніж румунською.